# Pebre
|  | Aquest article tracta sobre Piper nigrum. Vegeu-ne altres significats a «Pebre (desambiguació)». |

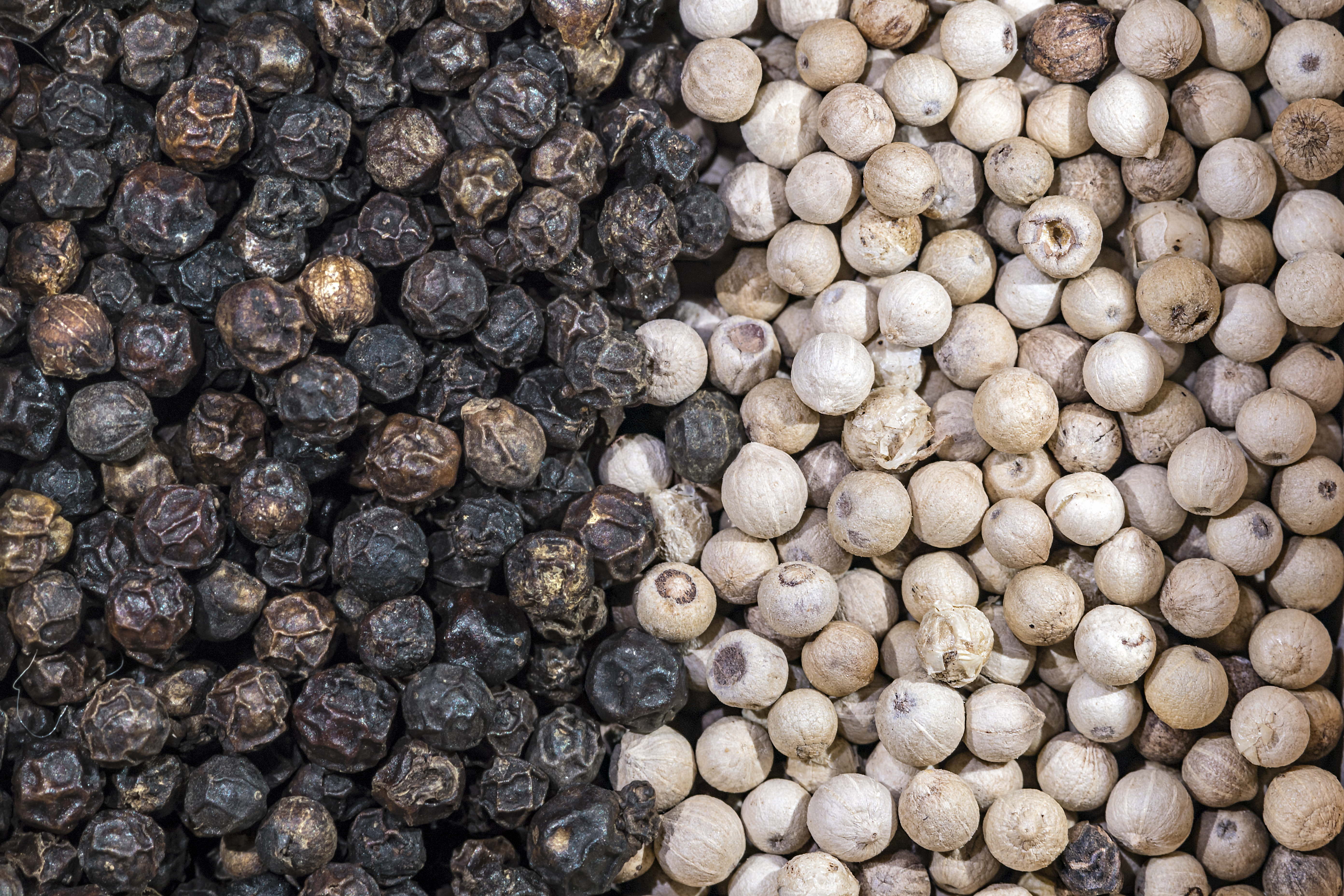
Grans de pebre

El pebre negre o bo, dit també piment, és una espècia de gust coent. És el fruit dessecat del pebrer (Piper nigrum), de la família de les piperàcies, planta enfiladissa tropical originària de l'Índia i de Java. Es fa servir a escala mundial com a condiment general de diversos plats i embotits.

## Història
Va ser introduït a Grècia per Alexandre el Gran. La llegenda explica que Eudox de Cícic va ser el primer europeu que, entre altres espècies, portà el pebre a Europa.
Els àrabs van controlar el comerç del pebre i de moltes altres espècies durant segles i, després de la caiguda de l'Imperi Romà d'Orient, fou Venècia qui distribuïa i recollia l'or per a pagar a Orient pel pebre i altres espècies, gairebé d'una manera exclusiva. Fou un producte tan rar i car que era usat com a moneda de canvi durant l'edat mitjana.
El seu alt valor va ser una de les raons per la qual els portuguesos van recercar la via cap a les illes de les espècies a Orient, fent la volta a l'Àfrica.

## Varietats
Les varietats de pebre es deuen a la distinta maduració dels grans de la planta: 
- El pebre verd són grans totalment sense madurar.
- El pebre negre es recull a la meitat de la maduració.
- El pebre blanc és gra totalment madur sense pelar.
- El pebre mòlt és una barreja de pebre negre i blanc.

El pebre rosa o roig no és pròpiament pebre. Els seus grans són els fruits de l'arbre del pebre peruà, Schinus molle, o el seu parent, l¡arbre del pebre brasiler, Schinus terebinthifolius, plantes d'una família diferent (Anacardiaceae) de la del pebrer. Com que són membres de la família de l'anacard, poden causar reaccions al·lèrgiques, inclosa anafilaxi, en persones amb al·lèrgia als fruits secs.

## Planta
La planta del pebre és una plantaperenne llenyosa i vinya que creix fins a d'alçada sobre els arbres de suport, pals, o enreixats. És una vinya que s'estén, que arrela fàcilment on les tiges posteriors toquen el terra. Les fulles són alternes, senceres, de 5 a 10 centímetres de llarg i de 3 a 6 centímetres d'ample. Les flors són petites, produïdes en espigues pèndols (de 4 a 8 cm) llargs als nusos de les fulles, i amb espigues allargant-se fins a 15 centímetres a mesura que la fruita madura.
El pebre es pot conrear en sòls que no són massa secs ni susceptibles a les inundacions, humits, ben drenats i rics en matèria orgànica. Les plantes es propaguen mitjançant esqueixos d'uns 40-50 cm de llarg, lligats als arbres veïns o enfiladors a distàncies d'uns 2 metres. Les plantes competidores s'eliminen, deixant només arbres suficients per proporcionar ombra i permetre la ventilació lliure. Els brots es tallen dues vegades a l'any. En sòls secs, les plantes joves necessiten regar cada dos dies durant la estació seca durant els primers tres anys. Les plantes donen fruits a partir del quart o cinquè any, i després normalment durant set anys. Els esqueixos solen ser cultivables, seleccionats tant pel rendiment com per la qualitat de la fruita.
Una sola tija té de 20 a 30 espigues fructíferes. La collita comença tan aviat com un o dos fruits a la base de les espigues comencen a tornar-se vermells, i abans que el fruit estigui completament madur, i encara dur. Si es deixa madurar completament, els fruits perden picor i, finalment, cauen i es perden. Les espigues es recullen i s'estenen per assecar-se al sol, després es treuen els grans de pebre.
El pebre negre és originari del sud-est asiàtic i del Sud d'Àsia. El pebre salvatge creix a la regió dels Ghats Occidentals de l'Índia. Al segle xix, els boscos contenien extenses vinyes de pebre salvatge, tal com va registrar el metge escocès Francis Buchanan (també botànic i geògraf) al tercer volum del seu llibre Un viatge des de Madras pels països de Mysore, Canara i Malabar. No obstant això, la desforestació va provocar la disminució del pebre salvatge que creixia en zones forestals més limitades des de Goa fins a Kerala, a mesura que millorava la qualitat i el rendiment de la varietat cultivada. Fins ara, no s'ha aconseguit cap empelt reeixit de pebre comercial sobre pebre salvatge.

## Producció
| País                                | Producció en tones |
| ----------------------------------- | ------------------ |
| Vietnam                             | 270,192            |
| Brasil                              | 114,749            |
| Indonèsia                           | 89,041             |
| Índia                               | 66,000             |
| Sri Lanka                           | 43,557             |
| R.P. de la Xina                     | 33,348             |
| Malàisia                            | 30,804             |
| Món                                 | 747,644            |
| Font: FAOSTAT de les Nacions Unides |                    |

L'any 2020, Vietnam va ser el major productor i exportador mundial de grans de pebre negre, produint 270.192 tones o el 36% del total mundial. Altres grans productors van ser el Brasil, Indonèsia, l'Índia, Sri Lanka, la Xina i Malàisia. La producció mundial de pebre varia anualment segons la gestió dels cultius, les malalties i el clima. Els grans de pebre es troben entre les espècies més comercialitzades del món, i representen el 20% de totes les importacions d'espècies.